# Norda FM
Norda FM – działająca w ramach programu partnerskiego VOX FM stacja radiowa emitująca swój sygnał z Wejherowa (antena znajduje się na wieży Straży Pożarnej przy ulicy Sportowej) na częstotliwości 88,0 MHz. Emisję rozpoczęła we wrześniu 2012 roku w sieciach kablowych, zaś od 20 lipca 2015 dostępna jest także w eterze. Rozgłośnia prezentuje muzykę disco polo, informacje lokalne oraz przygotowywane w Warszawie serwisy ogólne